# Kostel svatého Leonarda (Hněvotín)
Kostel svatého Leonarda je farním kostelem římskokatolické farnosti Hněvotín. Od roku 1964 je areál kostela chráněn jako památku číslo 36020/8-1811 (Pk•MIS•Sez•Obr•WD). Do areálu je zařazena také ohradní zeď bývalého hřbitova se dvěma branami, kapličkou a dvěma krucifixy.

## Program záchrany architektonického dědictví
V rámci Programu záchrany architektonického dědictví bylo v letech 1996-2003 na opravu památky čerpáno 5 950 000 Kč.
| rok    | 1996  | 1997 | 1998  | 1999 | 2000 | 2001 | 2002 | 2003 |
| ------ | ----- | ---- | ----- | ---- | ---- | ---- | ---- | ---- |
| částka | 1 000 | 650  | 1 200 | 900  | 0    | 800  | 900  | 500  |